# Целіни (гміна Ракув)
Целіни (пол. Celiny) — село в Польщі, у гміні Ракув Келецького повіту Свентокшиського воєводства.
Населення — 55 осіб (2011).
У 1975-1998 роках село належало до Келецького воєводства.

## Демографія
Демографічна структура на день 31 березня 2011 року:
|          | Загалом | Допрацездатний вік | Працездатний вік | Постпрацездатний вік |
| -------- | ------- | ------------------ | ---------------- | -------------------- |
| Чоловіки | 28      | 3                  | 22               | 3                    |
| Жінки    | 27      | 7                  | 10               | 10                   |
| Разом    | 55      | 10                 | 32               | 13                   |